# Hysteropterum subangulare
Hysteropterum subangulare är en insektsart som beskrevs av Claudius Rey 1891. Hysteropterum subangulare ingår i släktet Hysteropterum och familjen sköldstritar.
Artens utbredningsområde är Frankrike. Inga underarter finns listade i Catalogue of Life.